# Enderby (Leicestershire)
Enderby è un paese di 8 000 abitanti della contea del Leicestershire, in Inghilterra.